# 名詞句

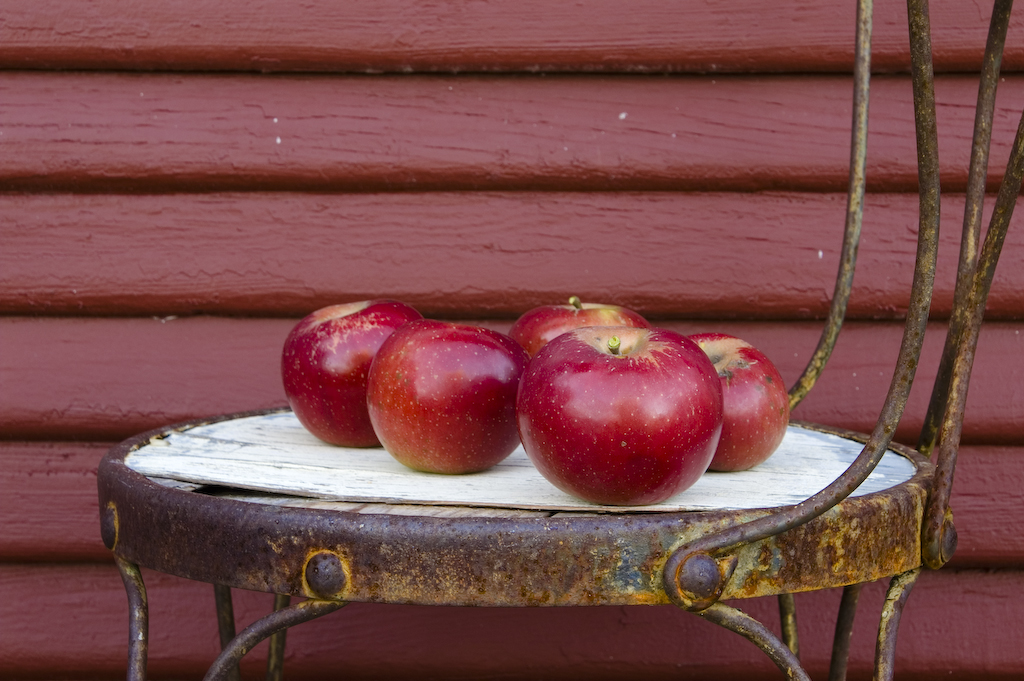
「椅子の上にのっているつやつやと赤いこの五つのリンゴはどれも美味しい」という文の太字部分は、名詞「リンゴ」を主要部とする名詞句である。太字部分を「これ」に置き換えて、「これはどれもおいしい」と言うことができる。

名詞句（めいしく、英： noun phrase または nominal phrase、略： NP）は、名詞または代名詞を主要部とする句、あるいはそれと文法的に同じ機能を果たす句。
名詞句は、動詞の主語・目的語・述語として機能するほか、接置詞（前置詞・後置詞）の補部にも成り得る。名詞句は、他の名詞句あるいは前置詞句の中に含まれることもある。例えば、some of his constituents（彼の選挙人のうちの幾人か）という名詞句には、of his constituentsという前置詞句が含まれ、さらにその中にhis constituentsという名詞句が含まれている。
なお、限定詞（冠詞など）を伴う名詞句については、その名詞句の中に限定詞が含まれているという考え方と、逆に限定詞句が名詞句を含んでいるという考え方がある。前者の立場では名詞が主要部、後者の立場では限定詞が主要部となる。

## 名詞句の見分け方
以下の例文において、下線部分は名詞句、そのうち太字は主要部となる名詞を示す。
- The election year politics are annoying for many people.

訳：多くの人々にとって、選挙年の政治は煩わしい。
- Almost every sentence contains at least one noun phrase.

訳：ほとんど全ての文には、最低1つの名詞句が含まれている。（英文の「noun phrase」に合わせて、「名詞」と「句」を別々の語とした場合。）
訳：ほとんど全ての文には、最低1つの名詞句が含まれている。（「名詞句」を1語とした場合。）
- Current economic weakness may be a result of high energy prices.

訳：現在の経済的な脆弱さは、高いエネルギー費用の結果かもしれない。
単語の連なりが名詞句であるかどうかを判断するには、代名詞に置き換えるという方法がある。置き換えによって文法的な正しさが損なわれないならば、その連なりは名詞句である。
- This sentence contains two noun phrases.

→ It contains them.
- The subject noun phrase that is present in this sentence is long.

→ It is long.
- Noun phrases can be embedded in other noun phrases.

→ They can be embedded in them.

## 1語でも句に成り得るか
従来、句は最低2つの語から成っていると理解されていた。その観点では、文の構成要素は「語 < 句 < 節」の順で大きくなり、1語のみで句と看做されることはなかった。しかし、現代統語論の多くの学派、特にノーム・チョムスキーが提唱したXバー理論の影響を受けている学派においては、そのような制限は存在しない。Xバー理論では、それぞれの句が存在し得る位置は決まっているとしており、その位置（項）に現れるものであれば、1語のみであろうと複数の語の組み合わせであろうと、該当する句だと看做される。例えば、主語や目的語という項は名詞句が占めることになっているため、そこを占めるものは、たとえ1語のみでも名詞句として扱われる。
Xバー理論によると、以下の例文における太字部分は、それぞれ名詞句である。
- He saw someone.

訳：彼は誰かを見た。
- Milk is good.

訳：牛乳は（身体に）良い。
- They spoke about corruption.

訳：彼らは頽廃について語った。
最初の例文の「he」は単独の代名詞であると同時に、文の中では名詞句として機能している。「he」を例えば「my friend」に置き換えて My friend saw someone. と言うことも可能であるため、「my friend」が名詞句であるならば「he」も名詞句であるというのが、Xバー理論の立場である。チョムスキー派の句構造文法における統率束縛理論（GB理論）やミニマリスト・プログラムなどには、この「句」の概念が適用されている。一方、依存文法は、「句」は少なくとも2語から成っているという立場を取っている。

## 名詞句の構成要素
最も一般的な名詞句は、その主要部としての名詞と、0個以上の付加部（修飾語）から成っている。名詞を限定・修飾する語句には、主に以下のようなものがあるが、詳細は言語によって異なる。
- 限定詞 - 冠詞・所有限定詞・数量詞など。英語では、the、this、my、someなど、日本語では「この」「その」「あの」など。
- 形容詞（限定用法） - 英語では、large、beautiful、sweeterなど。日本語の場合、形容動詞の連体形も名詞を修飾する。
- 形容詞句 - extremely large（とても大きい）、hard as nails（釘のように硬い）など、形容詞句の内部に、その主要部である形容詞を修飾する語句が含まれている。
- 分詞句 - made of wood（木でできている）、sitting on the step（段の上に座っている）など、英語では過去分詞または現在分詞が主要部になっている句。
- 修飾名詞（英語版） - a college studentという名詞句におけるcollegeなど、名詞が名詞を修飾する。
- 接置詞句 - 英語ではin the drawing room、of his auntなどの前置詞句、言語によっては後置詞句が使用される。後置詞に相当する日本語の助詞については、接置詞#日本語を参照。
- 関係節 - 英語ではwhich we noticedなど。
- that節など、名詞を補う節 - 英語では、the belief that God exists（神が存在するという信念）という名詞句におけるthat God exists（神が存在するという）など。
- 不定詞句（to句） - a desire to sing wellという名詞句におけるto sing well、the man to beatという名詞句におけるto beatなど。

付加詞の使用形態や使用位置は、各言語の語彙目録（話者の脳内にある“辞書”）や統語論（狭義の文法）によって決定される。スペイン語・フランス語などのロマンス諸語では、限定詞以外のほぼ全ての付加詞が、たとえ単独の形容詞であろうと主要部の後に置かれる傾向がある。逆に、日本語、トルコ語などでは、全ての付加詞が主要部の前に来る傾向がある。主要部とその他の語句の位置関係から、前者のような言語は主要部先導型（head-initial）、後者は主要部終端型（head-final）と呼ばれる。
英語は基本的に主要部先導型とされ、分詞句・接置詞句・関係節・that節のように比較的“重い”付加詞（句）は主要部名詞の後に置かれるが、限定詞・形容詞・修飾名詞といった短めの付加詞（句）は主要部名詞の前に置かれる傾向がある。なお、複数の短い付加詞が主要部名詞の前に連なることもある（#英語の名詞句を参照）。
主要部先導型言語と主要部終端型言語の比較については、主要部#主要部と言語類型論およびen:Head-directionality parameterも参照。

### 英語の名詞句
英語の名詞句は、基本的にこのような構造になっている：
| 限定詞 | ＋ | 前位置修飾語 | ＋ | 名詞 | ＋ | 後位置修飾語・補部 |
| ------ | -- | ------------ | -- | ---- | -- | ------------------ |
前位置修飾語（pre-modifier）には形容詞（句）・修飾名詞、後位置修飾語（postmodifier）には分詞句・前置詞句・関係節・that節が含まれる。全ての要素が揃うとは限らないが、各要素が占めることができる位置はほぼ決まっている。
全要素が揃っている例として、that rather attractive young college student that you were talking toが挙げられる。この場合、最初のthatが限定詞、rather attractive、young、collegeがそれぞれ前位置修飾語、studentが主要部名詞、that you were talking to（関係節）が後位置修飾語である。なお、前位置修飾語が複数ある場合はその順番も決まっており、修飾名詞は形容詞（句）の後でなければならない。限定詞は基本的に1つしか使用できないが、例外もある（英語の冠詞#冠詞の語法を参照）。
等位接続詞（and、or、butなど）は、名詞句の構造におけるさまざまな階層で使用することが可能である。例えば、John, Paul, and Mary（またはJohn, Paul and Mary）、the matching green coat and hat、a dangerous but exciting ride、a person sitting down or standing upなど。
複数の名詞句を同格（apposition）で並べることもできる。例えば、that president, Abraham Lincoln,では、that presidentとAbraham Lincolnが同格（同一人物）である。また、the twin curses of famine and pestilence（the twin curses that are famine and pestilenceと同意＝飢饉とペストという二重の呪い）のように、前置詞句を用いた同格もある。
ほとんどの名詞句は、名詞を主要部とする。しかし、「the」＋形容詞で複数の人を表す場合（英語の冠詞#定冠詞の語法を参照）や、主要部が代名詞である句、単独で句として機能している所有代名詞（mine、yoursなど）も名詞句に含まれる。
また、不定詞句（to句）・動名詞・関係節・that節も、位置によっては名詞句と看做される。例えば、To surrender is to die. （「降伏することは死ぬことである」）、Seeing is believing. （（ことわざ）「百聞は一見にしかず」＝A picture is worth a thousand words.と同義）など。

## 名詞句の機能
名詞句は通常、項として機能する。具体的には、主語・目的語・補語がそれに相当する。名詞句はまた、分詞句や前置詞句の内部における項にも成り得る。
以下、同じ名詞句（下線部）が各種の項として機能している例を挙げる。
- For us, the news is a concern. - 主語項

訳：我々にとって、（話題の）ニュースは心配事だ。
- Have you heard the news? - 目的語項

訳：（話題の）ニュースを聞いたかい？
- That is the news.  - 補語項

訳：それが（話題の）ニュースだよ。
- They are talking about the news. - 前置詞句about the news内の項

訳：彼ら（もしくは不特定の人々）は（話題の）ニュースについて話している。
- The man reading the news is very tall. - 分詞句reading the news内の項

訳：そのニュース記事を読んでる男はとても長身だ。
名詞句はまた、述部（動詞句）の付加詞として、副詞のような働きをすることがある。
名詞句の副詞的用法の例：
- Most days I read the newspaper.

訳：ほとんど毎日、私は新聞を読みます。
- She has been studying all night.

訳：彼女は一晩、勉強しっぱなしだ。
- I'm going to see him the day after tomorrow.

訳：彼とはあさって会うことになってるの。

## 限定詞なしの名詞句
英語を含むいくつかの言語では、名詞句を“完成”させるために限定詞が必要な場合がある。よって、必要な限定詞がすでに名詞句に付いているかどうかで、統語論上の構造に差異が生じる。例えば、the big houseとbig houseは理論上、構造が異なる（後者が前者の内部に位置する）。
しかし、I like big houses.のように、限定詞が不要な文もある。そういう場合、ゼロ冠詞（Øと表記）が存在するという解釈が可能である。英語における具体例については、英語の冠詞#無冠詞を参照。
初期のXバー理論によれば、the big houseは“名詞句”（noun phrase、略してNP）、big houseはNバー（NまたはN’）と呼ばれる。Nバーの内部に別のNバーが含まれることもある。例えば、Here is the big house.という文では、houseとbig houseがともにNバーであり、the big houseが名詞句である。一方、I like big houses. （ゼロ冠詞）という文では、houseとbig housesがともにNバーであり、Ø big housesが名詞句となる。
つまり、「限定詞（ゼロ冠詞含む）＋Nバー＝名詞句」だと考えられていたが、その後、「主要部限定詞＋名詞句＝限定詞句（determiner phrase、略してDP）」だとする考え方も生まれた。それによれば、Here is the big house.にはthe big houseという限定詞句が含まれており、さらにその中にbig houseという名詞句があることになる。
限定詞句の中に名詞句が含まれるという解析法は、DP仮説（DP hypothesis）と呼ばれる。1990年代前半に誕生したミニマリスト・プログラムにおいては、その黎明期からDP仮説が優先されている。機能語である限定詞を主要部とする構造は、補文標識（that節のthatなど）を主要部とする定動詞節（finite clause）の構造に近い。しかし、DP仮説はミニマリスト・プログラム以外の理論ではほとんど支持を得ておらず、依存文法においてもNPの中に限定詞が含まれるという考え方が主流である。

## 名詞句のツリー構造
統語論では、文や句の構造を構文木（parse treeまたは単にtree）と呼ばれる樹形図で表す。ツリー構造とも言う。具体的なツリー構造は学派・理論により異なり、句構造文法では多重構造になっている一方で、依存文法では理論上の制約を反映して比較的平坦で簡素な構造になっている。さらに、名詞句に限定詞が含まれるとする解析法と、逆に限定詞句に名詞句が含まれるとする解析法（DP仮説）では構造が異なる（上記#限定詞なしの名詞句も参照）。
以下、Here is the big house.という文に含まれるthe big houseと、I like big houses.という文に含まれるbig housesのツリー構造の例を示す。
1. 句構造文法（左側が初期のXバー理論、右側がDP仮説）：
- det = 限定詞
- adj = 形容詞

```
     NP                NP        |        DP                DP
   /    \              |         |      /    \              |
det      N'            N'        |   det      NP            NP
 |     /   \         /   \       |    |     /   \         /   \
the  adj   N'      adj    N'     |   the  adj   NP      adj    NP
      |    |        |     |      |         |    |        |     |
     big   N       big    N      |        big   N       big    N
           |              |      |              |              |
         house          houses   |            house          houses

```

2. 依存文法（左側が従来のNP論、右側がDP仮説）：
- null = 限定詞なし

```
          house          houses  |   the             (null)
        /   /            /       |        \                 \
      /    /          big        |          house            houses
   the  big                      |         /                 /
                                 |      big               big

```

次に、さらに複雑なthe old picture of Fred that I found in the drawer（私が引き出しの中で見つけたフレッドの（例の）古い写真）という句をツリー構造で示す。ここでは、あくまでも「名詞句か限定詞句か」という観点を明確にするため、比較的簡素である依存文法によるツリー構造のみを示す。
- 名詞が主要部だとする従来の理論：

この解析法では名詞pictureが主要部であり、the、old、of Fred、that I found in the drawerという4つの従属部とともに名詞句を構成している。英語ではこのように、比較的軽い（短い）従属部は主要部の前、重い（長い）従属部は主要部の後に置かれる傾向がある。
- 限定詞が主要部だとするDP仮説：

この解析法では限定詞（この場合は冠詞）theが主要部であり、old picture of Fred that I found in the drawerという名詞句とともに限定詞句を構成している。